# Apiophora paulseni
Apiophora paulseni is een vliegensoort uit de familie Mydidae. De wetenschappelijke naam van de soort is voor het eerst geldig gepubliceerd in 1865 door Philippi.
De soort komt voor in Chili.